# Every Breath You Take: The Singles
Every Breath You Take: The Singles – pierwszy album kompilacyjny brytyjskiego zespołu The Police, wydany w 1986. W 1995 na rynek trafiło wydawnictwo Every Breath You Take: The Classics z tą samą listą utworów, jednak kilka pozycji pojawiło się w odmiennych wersjach.

## Lista utworów
Autorem wszystkich utworów jest Sting
1. „Roxanne” – 3:11
2. „Can't Stand Losing You” – 2:47
3. „So Lonely” – 4:47
4. „Message in a Bottle” – 4:50
5. „Walking on the Moon” – 5:01
6. „Don’t Stand So Close to Me ’86” – 4:40
7. „De Do Do Do, De Da Da Da” – 4:06
8. „Every Little Thing She Does Is Magic” – 4:19
9. „Invisible Sun” – 3:44
10. „Spirits in the Material World” – 2:58
11. „Every Breath You Take” – 4:13
12. „King of Pain” – 4:57
13. „Wrapped Around Your Finger” – 5:14